# Mario and Wario
Mario and Wario (マリオとワリオ) est un jeu vidéo sorti exclusivement au Japon en 1993 sur Super Famicom. Y figurent les deux rivaux de l'univers Nintendo : Mario et Wario.

## Système de jeu

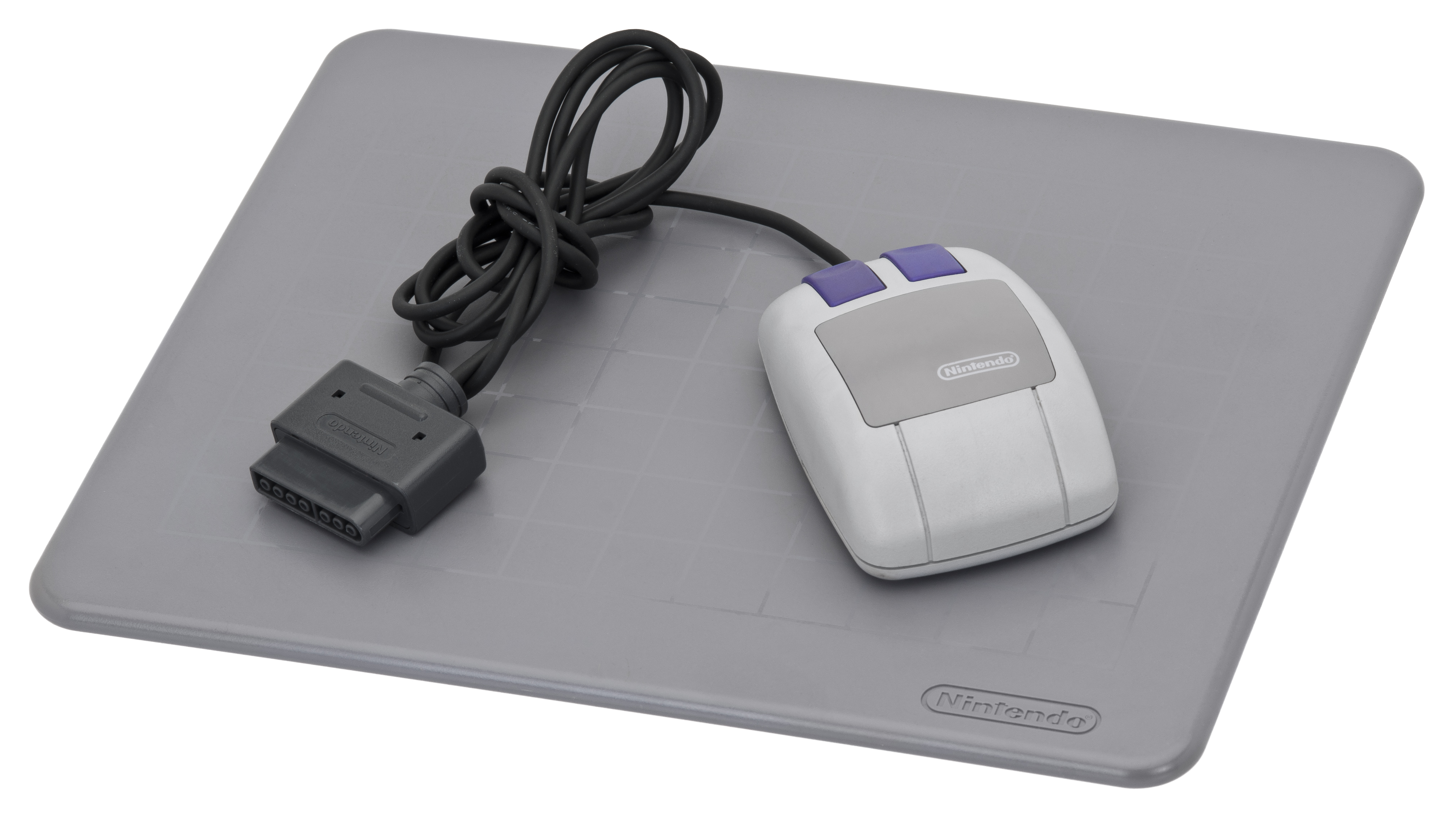
Souris de la Super NES, contrôleur avec lequel se joue Mario and Wario.

Dans ce jeu, Wario recouvre la tête de Mario avec divers objets tels qu'un seau ou un tonneau. Avec un autre personnage, tour à tour, Yoshi, la princesse Peach et Wanda, vous devez guider Mario jusqu'à Luigi, pour que ce dernier lui retire l'objet qu'il a sur la tête. Le jeu se joue sur Super Famicom, la version japonaise de la Super Nintendo, avec la souris de cette console, qui est un accessoire vendu à part. Yoshi, Peach et Wanda ont la particularité d'avoir des vitesses de déplacement différentes : plus le personnage est rapide, plus le jeu est difficile. À la fin de chaque niveau, le personnage que le joueur contrôle doit se battre contre Wario qui est à bord d'un avion et jette divers objets par-dessus bord.
Le jeu est parfois comparé à Lemmings, et Rod Land (en).